# Magdalena Skorek
Magdalena Skorek (ur. 26 czerwca 1984 w Tarnowskich Górach) – polska koszykarka występująca na pozycji rzucającej.

## Osiągnięcia
Drużynowe
- Mistrzyni Polski (2006, 2013)
- Wicemistrzyni Polski (2005, 2014)
- Zdobywczyni Pucharu Polski (2006, 2013)
- Finalistka Pucharu Polski (2005, 2014)
- Awans do najwyższej klasy rozgrywkowej (2001)
- Uczestniczka rozgrywek Euroligi (2004/05, 2009/10, 2012–2014)

Indywidualne
- Uczestniczka meczu gwiazd PLKK (2003, 2014)[1][2]

Reprezentacja
- Uczestniczka:
  - eliminacji do Eurobasketu (2009, 2015)
  - mistrzostw Europy:
    - U–20 (2004 – 6. miejsce)
    - U–18 (2002 – 6. miejsce)